# Cármenes
Cármenes es un municipio y lugar español de la provincia de León, en la comunidad autónoma de Castilla y León. Cuenta con una población de 333 habitantes (INE 2024).

## Historia

### Prehistoria
Entre esta localidad y la de Villamanín se encuentra el yacimiento de la Mina de la Profunda. Esta es una cueva cercana a la capital del municipio, dentro de su límite municipal, de La Mediana de Argüello en la que, hasta el siglo pasado se estuvo sacando mineral de cobre. Según los estudios de los prehistoriadores Ana Isabel Neira Campos, Eduardo Alonso Herrero, Roberto Matías Rodríguez, Natividad Fuertes Prieto, Lucía Pérez Ortiz y Felipe San Román Fernández, esta cueva muestra evidencias de extracción del metal de época prehistórica, siendo la principal evidencia las bóvedas excavadas con instrumental lítico, tanto en las galerías cercanas al exterior como en el denominado Socavón Sanz a 1410 metros de altitud con variedad de cámaras y conductos primitivos. Se propuso que esta mina prehistórica fue explotada en dos momentos del Neolítico: una primera en el Calcolítico y una segunda en el Bronce Final, pero posteriores hallazgos permitieron establecer cronologías calibradas del ca. 2700-2490 cal. a. C. En el Museo Geominero del Instituto Geológico y Minero de España aparecieron dos fragmentos de asta y un fragmento de tibia de Cervus elaphus y otro de cuerno de Capra hircus datados por medio del carbono14 entre el siglo XXVI y el siglo XXIII a. C..

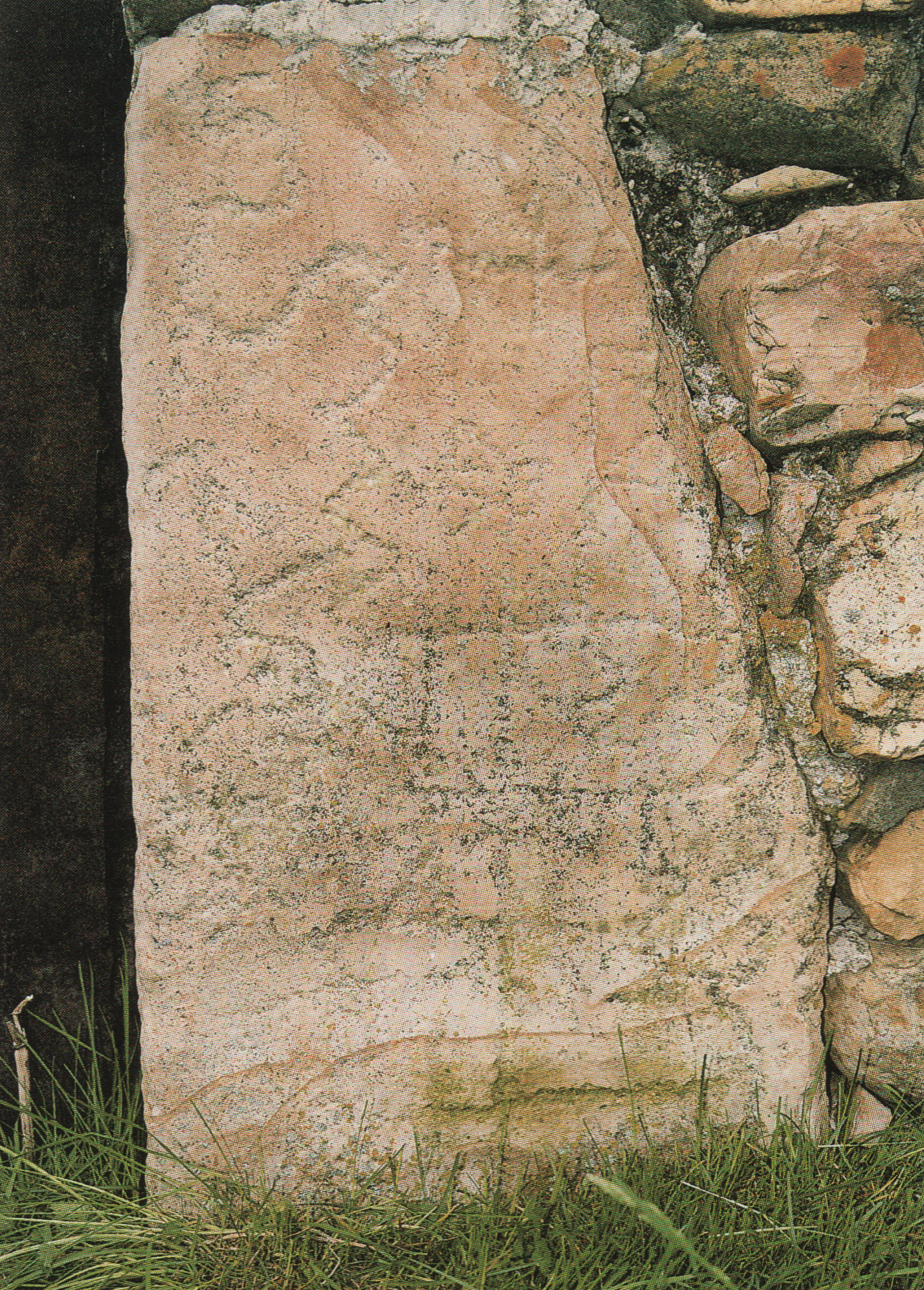
Piedra con dibujos prerromanos
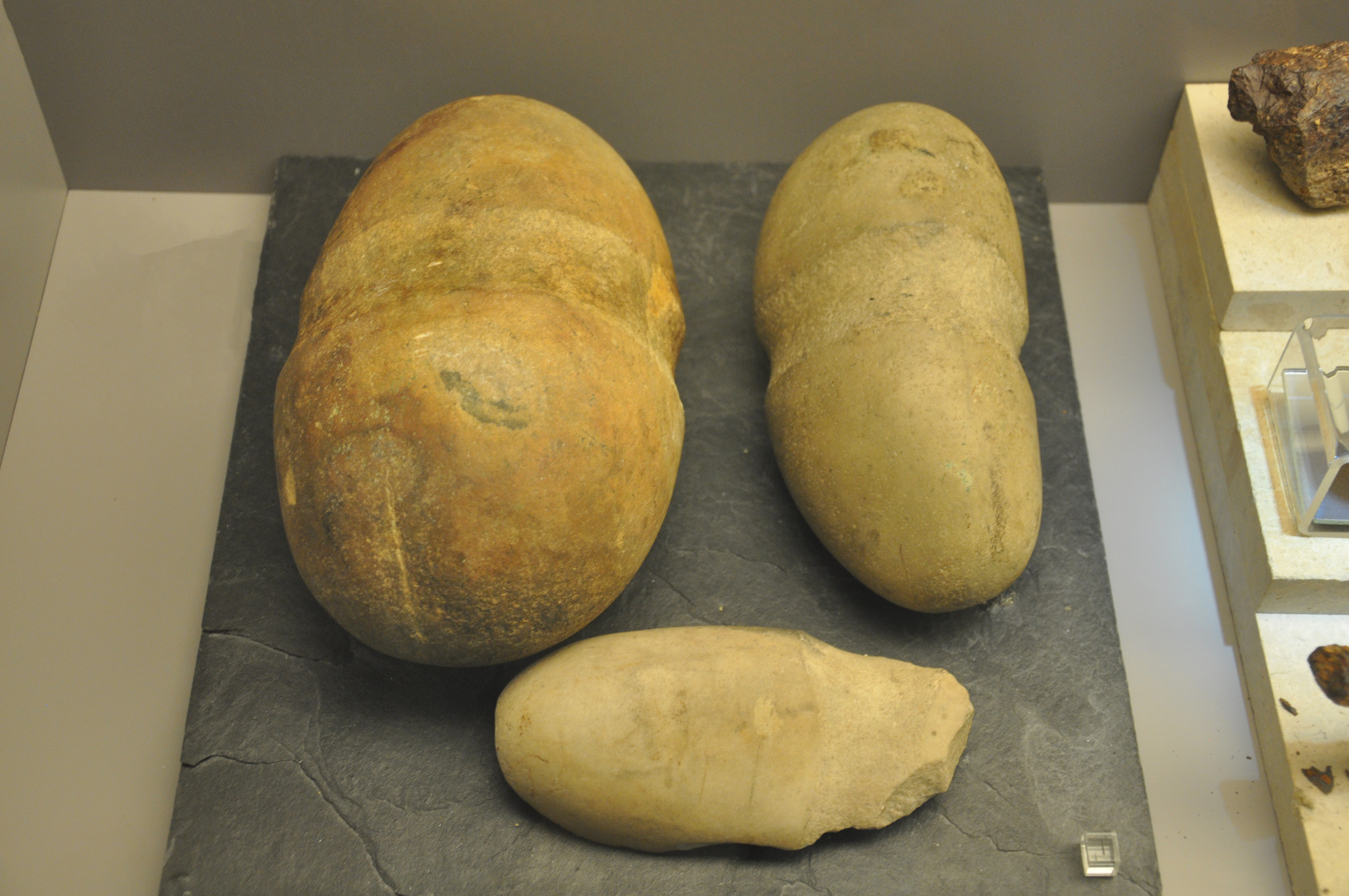
Mazas de la Mina de La Profunda de la Edad del Bronce Antiguo, 2500-2000 a. C.
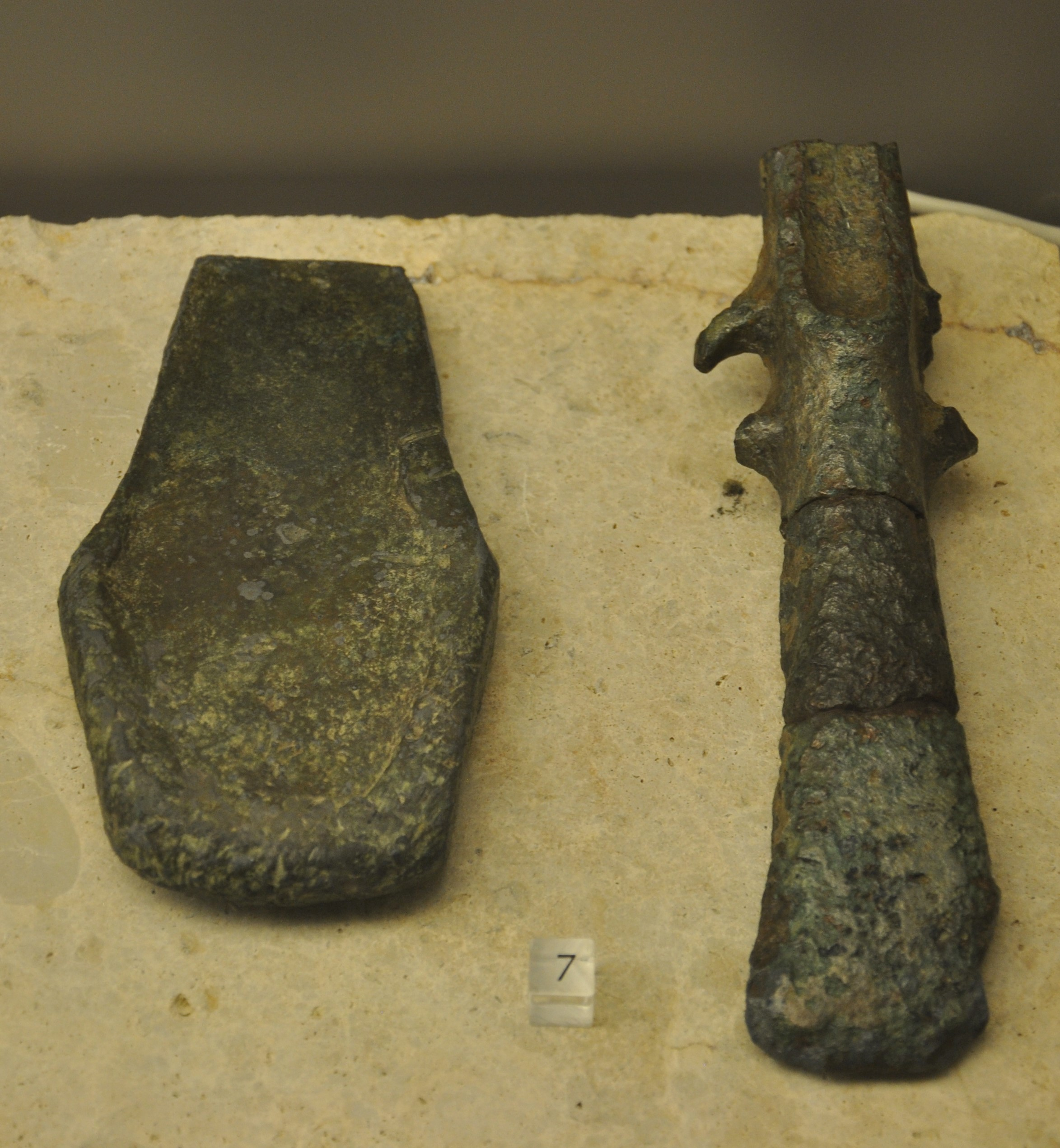
Hacha de talón y doble anilla y posible lingote de la mina de La Profunda, Cármenes (2500-2000 a. C.)
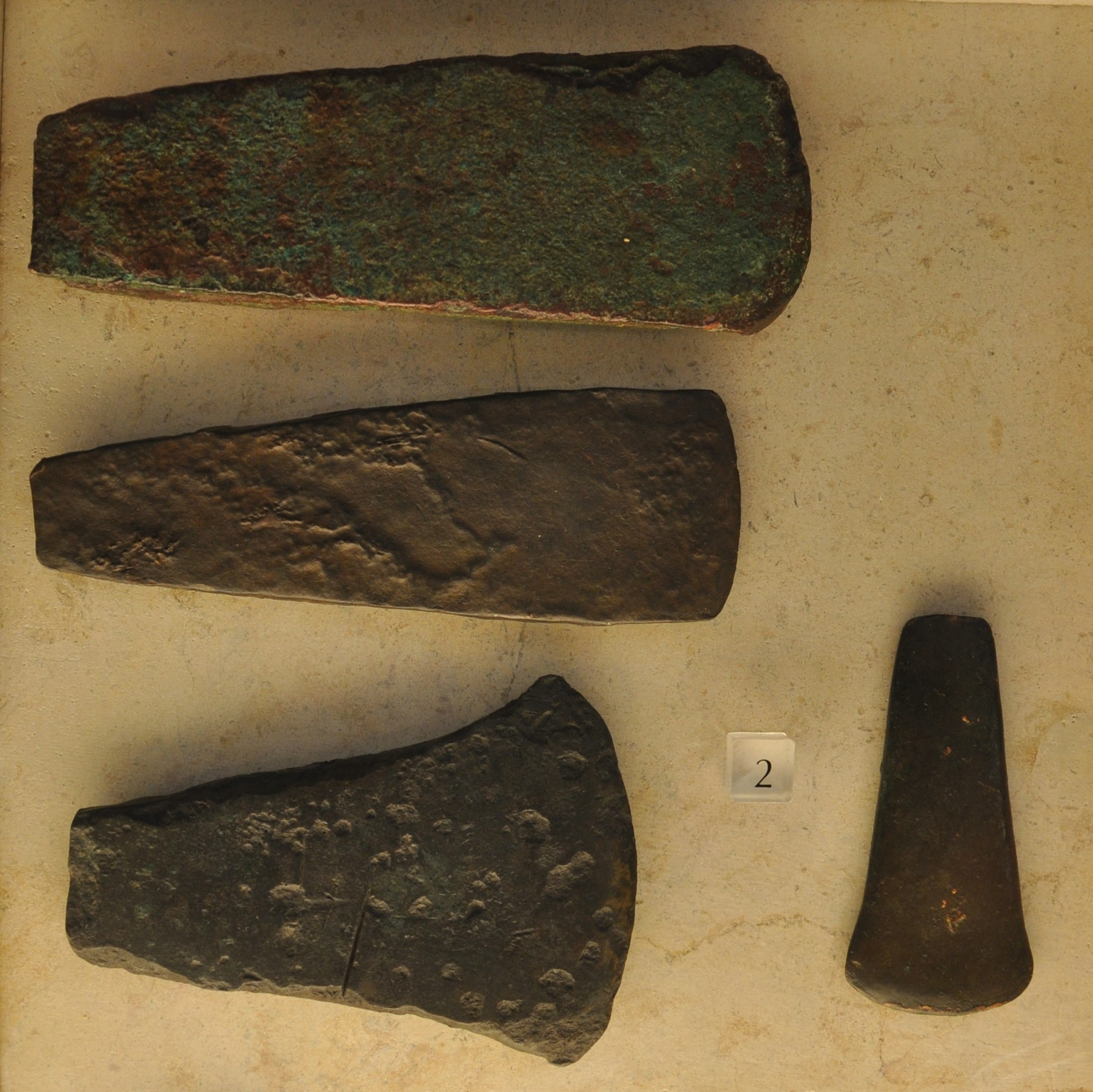
Hacha plana de cobre de Genicera (centro) del 2300-2000 a. C.

Con posterioridad, ya en los periodos que se podrían incluir en la Cultura de La Tène, se establecerían una serie de asentamientos célticos como fueron los astures o cántabros. De todos ellos, quienes se establecieron hasta la llegada del Imperio Romano fueron seguramente unos de los habitantes de la Cultura Vadiniense, los viancios, quienes se fueron relacionando con los romanos hasta finales de la Edad Antigua.

### Edad Antigua

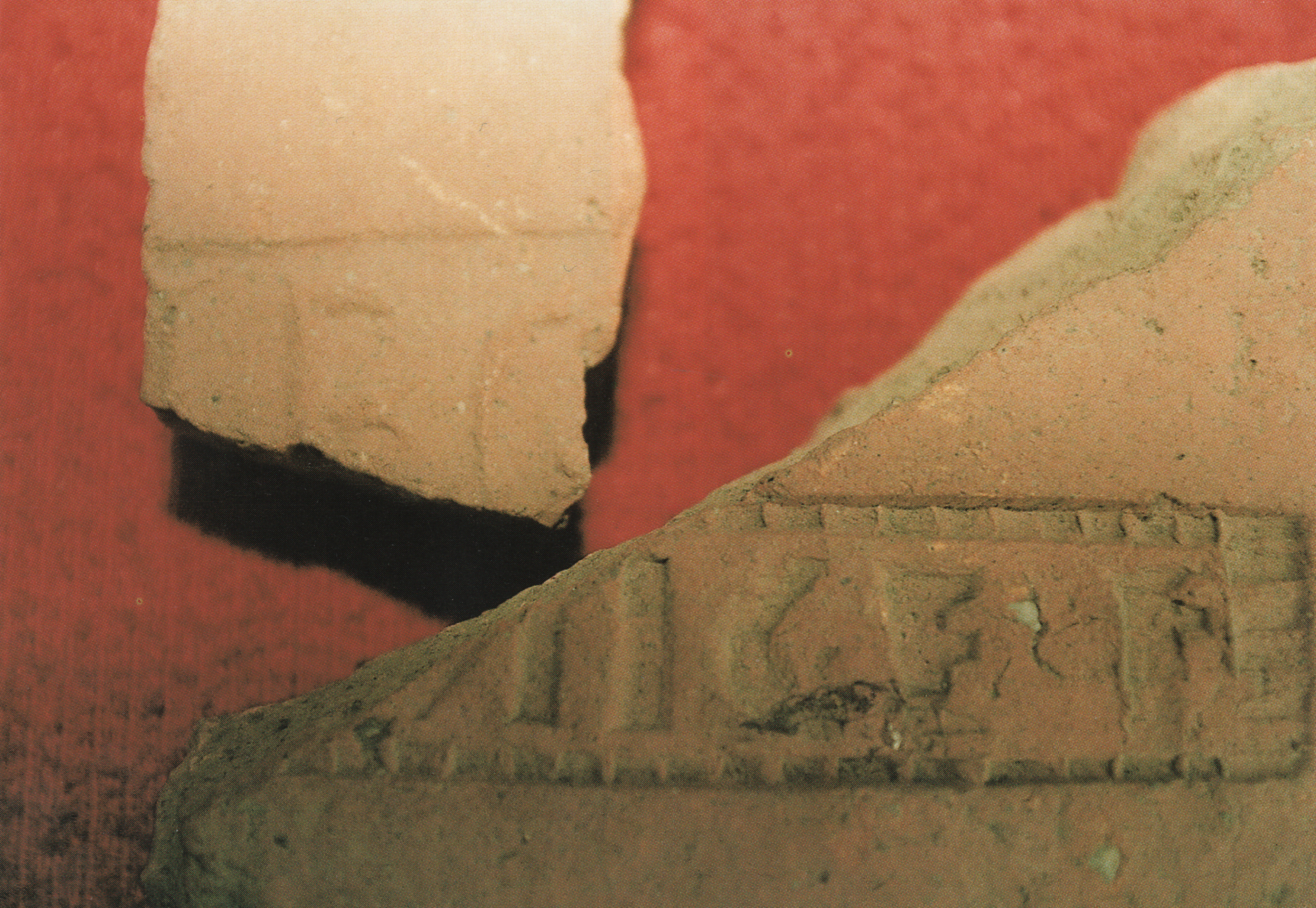
Tégula romana de la Legio VII de la Mina de la Profunda

Tras las guerras asturcántabras, el territorio de Los Argüellos comenzó a formar parte del Imperio Romano. En las excavaciones de la Mina de la Profunda y sus cercanías, se encontraron restos de arcilla romana, ánforas, monedas y ladrillos, entre ellos, una tégula con la inscripción VII G E.
En esta zona todavía habitaron los viancios hasta alcanzado el siglo IV, pues según los estudios del epigrafista Joaquín María de Navascués, se dató una estela funeraria hallada en uno de los prados de esta localidad entre los últimos años del siglo II y mediados del IV, que dice lo siguiente:

DI[BUS] MA[NIBUS] S[ACRUM]. M / ONIMEN[TUM] / 3 ALLAE VI/ANCIOR[UM] / ATI[LIA] PRO[CULA] / 6 AN[ORUM) XX / MAM[MA] S[UA] P[OSUIT]
Consagrado a los dioses manes. El monumento dedicado a Alla, de la gente de los viancios, fallecida de veinte años, lo puso Atilia Prócula su nodriza

Dicho epitafio hallado en el camino que llaman Moru Quil, comienza con la inscripción romana dis manibus sacrum y continúa hablando de Alla, una mujer viancia. Esta estela constituye un ciclo epigráfico con personalidad propia e independiente elaborada de una forma muy cuidada, exquisitamente labrada, siendo para dicho epigrafista la más cuidada entre las estelas viancias.
Tanto los viancios como posteriormente los romanos, tendrían por localidad el antiguo poblado al que se le denomina Bustefrades (proveniente del latín bustum), también en término de Cármenes, que según la tradición popular, es donde se situaba el mismo lugar que posteriormente derivaría en Cármen de Arriba.
Este lugar de Bustefrades guarda importancia en su nombre, ya que la propia etimología de la palabra muestra en su raíz bustum el hecho de que esta comarca era un lugar enclavado en un frondoso bosque, como se ve en otros topónimos de la comarca, haciéndose patente el proceso roturador de estas gentes.
Las tribus de viancios que quedaron en estos parajes pudieron permanecer todavía durante el siglo V como muestran restos de arcilla encontradas en las cuevas de Canseco. Estas, vienen definidas por el historiador leonés José Avelino Gutiérrez González como cerámicas visigóticas tardorromanas de pasta gris, hechas a mano en tornos lentos, de mala cocción, toscas, aunque pueden también ser de épocas posteriores debido a un escaso desarrollo tecnológico. Igualmente, estas podrían ser posteriores, de fenómenos de tipo heremítico o monacal de tradición visigótica o bien podría ser un asentamiento de carácter laico, pero los parecidos son mayores con piezas tardorromanas.

### Edad Media
La comarca de Los Argüellos en su origen debió ser una sola entidad, ya que en el arca de Cármenes, en la que se guardaban los privilegios y escrituras, se conservaba un ejemplar de las leyes generales, teniendo los tres concejos que conforman hoy la comarca una sola arca común, siendo por tanto muy lógico pensar que lo que ahora son tres términos municipales fue en origen un solo concejo estableciéndose aquí la capital.

### Edad Moderna

#### Alta Edad Moderna
En el capítulo XIX de la Pragmática de 1500, Isabel la Católica manda hacer en Cármenes así como en el resto del territorio español un arca cerrada con tres llaves para guardar todas las actas y documentos oficiales, en este caso, una llave por cada tercia. En ella se dice que:

Y otrosí que hagan un arca donde estén los privilegios y escrituras del Concejo á buen recaudo, que á lo menos tenga tres llaves, que la una tenga la Justicia, y la otra uno de los Regidores, y la otra el Escribano del concejo, de manera que no se puedan sacar de allí. Y que cuando hobiere necesidad de sacar alguna escritura, la saque la Justicia y Regidores; y que aquel á quien la entregasen se obligue de tornarla dentro de cierto término, y dé conoscimiento dello y quede en el arca del concejo; y que el Escribano del concejo tenga cargo de solicitar que se torne; el qual Escribano haga hacer los libros que tenemos mandado que se hagan, según y como se contiene en la ley siguiente, y ejecute la pena en ella contenida, y haga que en la dicha arca estén las Partidas y las leyes del Fuero, y este nuestro libro, y las más leyes y pragmáticas, porque debiéndolas, mejor se pueda guardar lo contenido en ellas

Duró este arca hasta 1937, cuando en la Guerra civil española se quemó junto con los archivos de Genicera, Canseco o los de la parroquia y escuela de Cármenes con un amplio conjunto de documentos como que incluían bulas, privilegios reales, ordenanzas, reconocimientos de hidalguía, libros de registro, etc. Se desconoce por tanto la fecha en la que fue establecida la capital. Además, según los escritos de Elías López Morán, en una carta enviada por el alcalde de Valdepiélago, esta arca contenía «entre otras cosas, las argollas y la porra de oro con que las justicias antiguas castigaban á los delincuentes».

#### Baja Edad Moderna
En la reforma de las ordenanzas de Cármenes de 1788, Elías López Moran habla de que se trataba a la localidad de Argüellos de Pobladura con gran respeto por todos los argollanos ya que, habla de ella como la casa madre de La Tercia del Camino, donde aparecía escrito este especial trato «por haber sido casa antigua» 
De las ordenanzas, estudiadas algunas de ellas por Elías López Moran, la referida a la elección de regidores, se realizaba en la capital, en Cármenes, donde se dice que:

Asimismo ordenamos, conforme á las ordenanzas antiguas, que en el primer dia del mes de Enero de cada un año se hayan de nombrar los Regidores, uno del barrio de arriba y otro en el barrio de abajo, y éstos hayan de ser nombrados á repique de campana tañida por los Regidores que salen, y tengan obligación todos los vecinos que estuvieren á misa en aquel dia de asistir á concejo, bajo la pena de dos reales; y juntos en su concejo, el Regidor que va á salir tiene obligación de dar dos ramos á los dos hombres más viejos que se hallen en dicho concejo para que nombren dos Regidores, en cada barrio el suyo, como también dichos viejos hayan de ser cada uno de su barrio, como es uso, uno de encima la villa a y otro de abajo la villa, y los que éstos elijan y nombren por Regidores, los aceten sin resistencia alguna, bajo la pena de diez reales, y exigida ésta, resistiéndose á ello, se les execute en treinta reales y lo aceten sin excusa alguna.

Será a partir de 1835 cuando quede todo este sistema consuetudinario quede definitivamente en desuso con el Real Decreto del Estatuto Real, estableciéndose que «no hay más autoridad administrativa dentro del municipio que el alcalde y el ayuntamiento».

Mapa con los límites aproximados del antiguo concejo de La Mediana de Argüello

### Edad Contemporánea

#### SigloXIX
En 1812 tras las Cortes de Cádiz el Concejo de Argüello quedó oficialmente dividido en tres municipios conformando así las tres tercias: la tercia occidental llamada la Tercia del Camino, la tercia central o La Mediana de Argüello y la tercia oriental o Valdelugueros.
En cuanto a las fuentes en papel más antiguas conocidas de esta época del siglo XIX en referencia directa a este pueblo, se encuentra el Diccionario geográfico-estadístico de España y Portugal:

CARMENES, lugar de realengo de España, provincia, obispado y partido de Leon, concejo de la Mediana de Argüello, 61 vecinos, 220 habitantes, 1 parroquia. Sitiado en una pequeña llanura rodeada de peñas; confinada con los pueblos de Genicera, Lavandera, Valverdin y Pedrosa. Riega sus términos el rio de la Mediana que desemboca en el Torío. Produce trigo, cebada, centeno, titos, garbanzos, yerba y hortaliza. Industria arriería para Castilla y Asturias, adonde conducen vino, y en retorno traen pescados frescos, alubias y tocino que llevarán á todas partes del reino. Dista 8 leguas de la capital. Contribuye con el concejo.
Diccionario geográfico-estadístico de España y Portugal

En el tomo VIII del Diccionario geográfico-estadístico-histórico de España y sus posesiones de Ultramar, obra impulsada por Pascual Madoz, se describe así Cármenes a mediados del siglo XIX:

Villa en la provincia y diócesis de León, partido judicial de la Vecilla, audiencia territorial y capitanía general de Valladolid, es cabeza del ayuntamiento de su mismo nombre compuesto de los pueblos de Almuzara, Campo, Canseco, Cármenes, Felmin, Genicera, Gete, Getino, La Bandera, Pedrosa, Piedrafita, Piornedo, Pontedo, Rodillazo, Tabancos, Valverdun y Villanueva de Pontedo. Está sitiado al margen derecho del río Torío; su clima es bastante sano. Tiene iglesia parroquial (San Martín) matriz de Almuzara, servida por un cura de segundo ascenso y provisión de S. M. en los meses apostólicos y casos de las reservas, y en lo ordinarios del abad de San Pedro de Cabuesta, y un beneficiado también de provisión real en los meses apostólicos, y en los ordinarios del arcediano de Mayorga, dignidad de la catedral de Leon; hay además una capellanía de patronato particular con cargo de misas. Confina el termino al Norte con Pontedo; al Este con Valverde; al sur Sur con Almuzara; y al Oeste con Millaron. El termino es de buena calidad, y le fertilizan las aguas del Torío, al que atraviesa un puente de piedra muy antiguo para la comunicación con Almuzara. Los caminos locales producen cereales, legumbres, hortaliza y pastos. La principal industria de sus habitantes consiste en la cria de ganados y en la arriería: población de todo el ayuntamiento 334 vecinos, 1503 almas,. Capacidad de producción: 2 827 710 reales, impuesto: 148 870, contribución: 21 005 reales y 3 maravedíes.
Diccionario geográfico-estadístico-histórico de España y sus posesiones de Ultramar

Por otra parte, lo encontramos definido según el Diccionario universal de historia y de geografía de 1847 como presenta el texto:

Lugar de España, con 61 vecinos, en la provincia y diócesis de León, partido judicial de la Vecilla.
Diccionario universal de historia y de geografía

En otra de las tantas obras geográficas que encontramos en 1864, vemos como aparece mencionada la localidad:

Villa de España, provincia y diocesis de León, partido de la Vecilla. Es cabeza de ayuntamiento y tiene iglesia parroquial. Produce cereales, legumbres y hortalizas y cría mucho ganado. Población 356 habitantes
Novísimo diccionario geográfico, histórico, pintoresco universal

Hasta el siglo XIX residió en Villanueva de Pontedo el Escribano Real de Argüello hasta que posteriormente se centralizó este cargo y se llevó a Cármenes.
Será en 1895 cuando la Compañía de Tratamientos de Minerales reinicie tras 2000 años la actividad minera en la conocida Mina de la Profunda, en Cármenes, para la extracción de cobre y cobalto hasta la guerra civil.

#### SigloXX

La Xiarré fue el primer vehículo de transporte para personas que llegó a Los Argüellos en 1918. Este se deterioró por las coces que los caballos daban al asustarse de noche con el reflejo de sus sombras

En 1915, la Compañía Minera abrirá nuevos hoyos en el calle situado entre Villanueva de Pontedo y Cármenes y en 1927 se construyó en Villamanín una línea de baldes para llevar el mineral hasta Golpejar de la Tercia, donde se construyó un gran complejo de molienda del mineral. Con la cancelación de este proyecto con el estallido de la guerra, los vecinos de la localidad cercana tomaron los elementos de la maquinaria para rehacer sus casas.
A principios de este siglo, en la comarca funcionaban todavía cinco caleros, dos de ellos en esta localidad.
Guerra Civil
La localidad fue uno de los puntos afectados por la guerra civil española. El 20 de octubre de 1937, un plan fallido llevó a un grupo de milicianos a Cármenes, pero la avanzadilla ya establecida de los nacionales les capturó, siendo algunos de ellos expulsados y otros obligados a excavar su propia tumba con las siglas UHP; posteriormente fueron fusilados. El 21 de octubre de ese mismo año ya estaba totalmente tomado el territorio de Los Argüellos por las tropas nacionales, pero comenzaría ahora un pequeño momento donde se dieron las últimas resistencias.
El 1 de diciembre la “estabilidad” permitió celebrar la primera misa de postguerra.
Periodo de postguerra y dictadura franquista
Cuando terminó la guerra, Franco declaró Cármenes como una de las tres localidades leonesas “adoptadas” para facilitar la reconstrucción. Se presentaron 297 expedientes de pérdidas, Cármenes con 48.

## Demografía
Cuenta con una población de 333 habitantes (INE 2024).
| Gráfica de evolución demográfica de Cármenes entre 1842 y 2021                                                        |
| |
| Población de derecho según los censos de población del INE. Población de hecho según los censos de población del INE. |

### Núcleos de población
| Localidad             | Nombre antiguo                  | Población (2024) |
| --------------------- | ------------------------------- | ---------------- |
| Almuzara              | Almuzara                        | 5                |
| Campo                 | Campo de la Mediana             | 5                |
| Canseco               | Canseco                         | 25               |
| Cármenes              | Carmenes                        | 97               |
| Felmín                | Fermin                          | 11               |
| Genicera              | Genizera/Ginizera               | 25               |
| Gete                  | Jete                            | 26               |
| Getino                | Jetín                           | 20               |
| Lavandera             | Labandera/Lavandera             | 24               |
| Pedrosa               | Pedrosa de la Mediana           | 1                |
| Piedrafita            | Piedrafita                      | 17               |
| Piornedo              | Peornedo                        | 10               |
| Pontedo               | Ponteo                          | 26               |
| Rodillazo             | Ruedellazo                      | 5                |
| Tabanedo              | Tavanedo                        | 3                |
| Valverdín             | Valberde/Valverde de la Mediana | 11               |
| Villanueva de Pontedo | Villanueva del Pontedo          | 22               |
| Total                 | Total                           | 333              |

## Política y administración

### Elecciones municipales
|                                 |                                          |       |            |      |
| Candidaturas con representación | Candidaturas con representación          | 2023  | 2023       | 2023 |
| Candidaturas con representación | Candidaturas con representación          | %     | Concejales |      |
|                                 | Partido Popular (PP)                     | 52,34 | 4          |      |
|                                 | Partido Socialista Obrero Español (PSOE) | 45,48 | 3          |      |

El Municipio de Cármenes está gobernada por el Ayuntamiento de Cármenes, cuyos representantes se eligen cada cuatro años por sufragio universal de todos los ciudadanos mayores de 18 años de edad. El órgano está presidido por el alcalde de Cármenes, Dionisio Garcia Gonzalez desde 2023.
Elecciones municipales desde 1979